# Gobelet André Falquet
 (avril 2022).
Si vous disposez d'ouvrages ou d'articles de référence ou si vous connaissez des sites web de qualité traitant du thème abordé ici, merci de compléter l'article en donnant les références utiles à sa vérifiabilité et en les liant à la section « Notes et références ».
 (janvier 2022).
La mise en forme du texte ne suit pas les recommandations de Wikipédia : il faut le « wikifier ».
Les points d'amélioration suivants sont les cas les plus fréquents. Le détail des points à revoir est peut-être précisé sur la page de discussion.
- Les titres sont pré-formatés par le logiciel. Ils ne sont ni en capitales, ni en gras.
- Le texte ne doit pas être écrit en capitales (les noms de famille non plus), ni en gras, ni en italique, ni en « petit »…
- Le gras n'est utilisé que pour surligner le titre de l'article dans l'introduction, une seule fois.
- L'italique est rarement utilisé : mots en langue étrangère, titres d'œuvres, noms de bateaux, etc.
- Les citations ne sont pas en italique mais en corps de texte normal. Elles sont entourées par des guillemets français : « et ».
- Les listes à puces sont à éviter, des paragraphes rédigés étant largement préférés. Les tableaux sont à réserver à la présentation de données structurées (résultats, etc.).
- Les appels de note de bas de page (petits chiffres en exposant, introduits par l'outil «  Source ») sont à placer entre la fin de phrase et le point final[comme ça].
- Les liens internes (vers d'autres articles de Wikipédia) sont à choisir avec parcimonie. Créez des liens vers des articles approfondissant le sujet. Les termes génériques sans rapport avec le sujet sont à éviter, ainsi que les répétitions de liens vers un même terme.
- Les liens externes sont à placer uniquement dans une section « Liens externes », à la fin de l'article. Ces liens sont à choisir avec parcimonie suivant les règles définies. Si un lien sert de source à l'article, son insertion dans le texte est à faire par les notes de bas de page.
- La présentation des références doit suivre les conventions bibliographiques. Il est recommandé d'utiliser les modèles {{Ouvrage}}, {{Chapitre}}, {{Article}}, {{Lien web}} et/ou {{Bibliographie}}. Le mode d'édition visuel peut mettre en forme automatiquement les références.
- Insérer une infobox (cadre d'informations à droite) n'est pas obligatoire pour parachever la mise en page.

Pour une aide détaillée, merci de consulter Aide:Wikification.
Si vous pensez que ces points ont été résolus, vous pouvez retirer ce bandeau et améliorer la mise en forme d'un autre article.

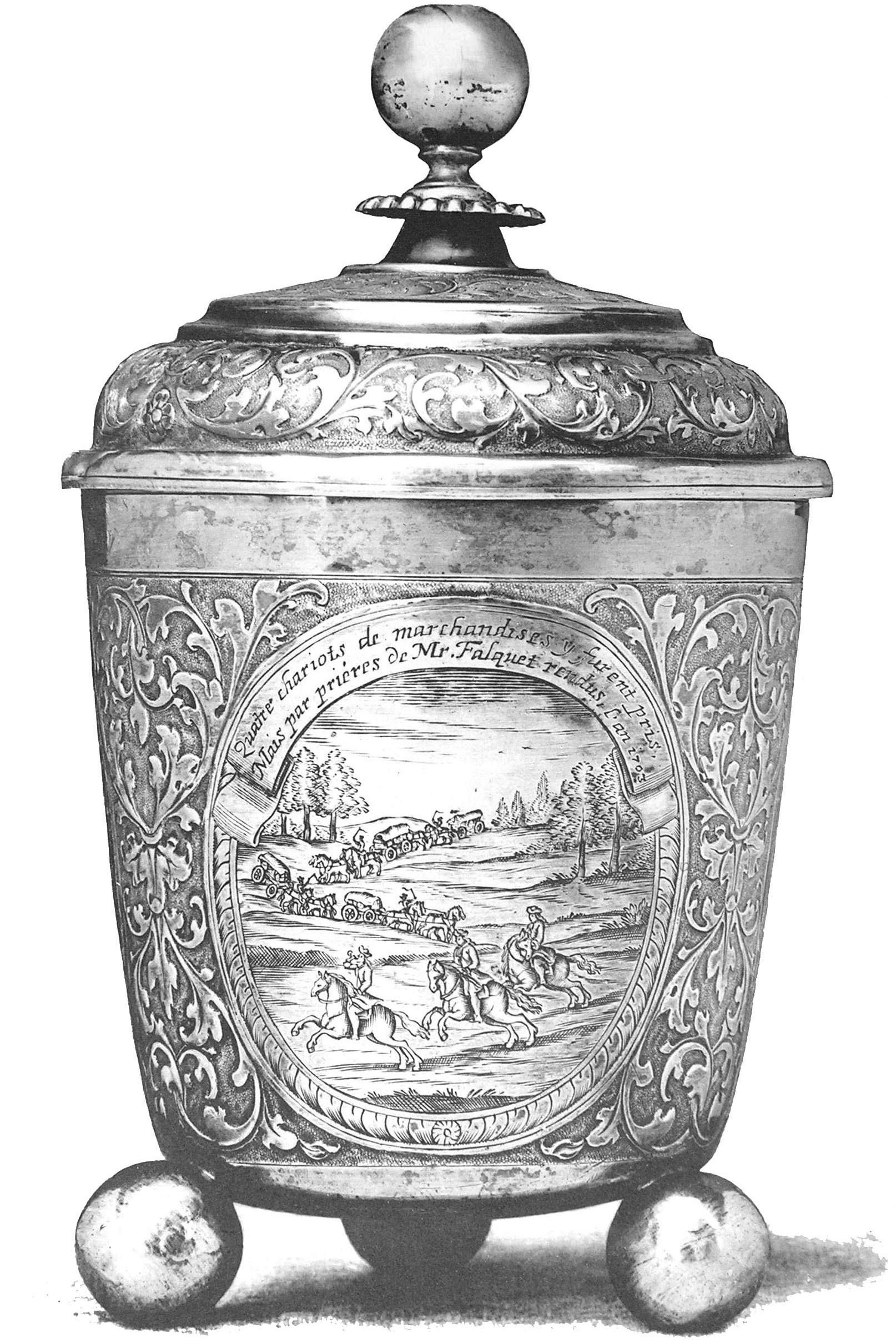
Gobelet André Falquet, face 1.

Le Gobelet André Falquet est un gobelet (coupe en vermeil) créé au XVIIIe siècle par Hans-Matthias Rehm d'Augsbourg pour le marchand Genevois André Falquet. Il est conservé sous le numéro d'inventaire G 834 à la Maison Tavel (Musées d'Art et d'Histoire Génève) à Genève.

## Description
Le diamètre du bord supérieur est de 12 centimètres, et le gobelet repose sur trois boules soudées qui le soulèvent d'environ deux centimètres. L'extérieur du gobelet est décoré de gravures. Il s'agit d'ornements arabesques bien dessinés et sophistiqués. Trois médaillons ovales représentent différents sujets et sont accompagnés de légendes sur l'histoire ci-dessous. Un texte supplémentaire et deux armoiries se trouvent sur la face inférieure de la coupe ; il s'agit de celles d'André Falquet et de la ville d'Augsbourg. Un couvercle complète la pièce. Il se compose d'un bord de fermeture non décoré et d'un bord décoré en quart de rond ; séparé par une pièce intermédiaire presque plate, il s'élève un cône avec une petite couronne et, au sommet, une sphère. La coupe est en vermeil (argent doré). La dorure est complète, sauf sur les pieds et les médaillons. La hauteur totale de la coupe est de 22 centimètres et elle pèse 552 grammes.
|  |  |  |
|  |  |  |

## Histoire
Le gobelet est une distinction honorifique décernée au citoyen genevois et noble André Falquet. Il lui a été décerné par la ville d'Augsbourg en 1703, pendant les troubles de la guerre de succession d'Espagne. La raison en était une visite de supplication d'André Falquet - qui maîtrisait le français - au maréchal Claude-Louis-Hector de Villars, qui commandait à l'époque les troupes françaises en Bavière. André Falquet avait pour mission de libérer quatre chariots richement chargés de marchandises commerciales, saisis par le commandant (français) de Bavière à Donauwörth. Ceux-ci avaient voyagé de Nuremberg à Augsbourg sans documents de transport valables. André Falquet y parvint et fut honoré du gobelet par la bourgeoisie d'Augsbourg.

## Destinataire
Le destinataire de l'objet d'art, André Falquet, était commerçant à Genève. Né en 1687 et mort en 1755, il fut anobli par Charles VI en 1725 pour avoir fourni des biens de guerre à l'armée impériale lors de la guerre de Succession d'Espagne.

## Propriétaire
Le gobelet a été donné par les Genevois aux Vaudois en 1815. En novembre 1894, il a été acquis par le Musée Fol de Genève grâce à une souscription particulière, avant d'être transféré en 1899 du Musée Fol aux Musées d'Art et d'Histoire.

## Auteur
L'artiste qui a créé cet objet d'art s'appelait Jean-Mathieu Rehm (ou Hans-Matthias Rehm) et était originaire d'Augsbourg. Un analogue du gobelet André Falquet était encore exposé au Musée national de Budapest au début du XXe siècle ; son emplacement actuel est inconnu.

## Littérature
- Haller, J.; Brügger, S.: Lettre de noblesse d'André Falquet - aspects d'un document impérial de 1725 (en allémand). Aarau, 2007.